# Општина Бузеску (Телеорман)
Бузеску (рум. Buzescu) општина је у Румунији у округу Телеорман.
Oпштина се налази на надморској висини од 56 m.